# Hans Ziehn
Hans Ziehn (* 29. Mai 1930) ist ein ehemaliger deutscher Fußballspieler. In den 1950er-Jahren spielte er für KWU Weimar und Motor Jena in der DDR-Oberliga, der höchsten Spielklasse im DDR-Fußball.

## Sportliche Laufbahn
1950 wurde Hans Ziehn mit der Betriebssportgemeinschaft (BSG) KWU Weimar thüringischer Fußball-Landesmeister und stieg mit ihr in die DDR-Oberliga auf. Von den 34 Oberligaspielen der Saison 1950/51 bestritt er 27 Begegnungen, in denen er als Stürmer sechs Tore erzielte. Die Weimarer schafften nicht den Klassenerhalt, und Ziehn wechselte zum DDR-Ligisten BSG Motor Jena. Mit ihm kehrte in der Saison 1951/52 wieder in die Oberliga zurück, wobei er mit 16 von 22 Ligaspielen und wieder sechs Tore beteiligt war. In seiner zweiten Oberligaspielzeit bestritt Ziehn 30 der 32 ausgetragenen Punktspiele und erzielte vier Tore. Auch Jena stieg bereits nach einem Jahr wieder ab und verblieb danach drei weitere Spielzeiten in der DDR-Liga. In den ersten beiden Spielzeiten verpasste Ziehn lediglich fünf Punktspiele und erhöhte sein Torkonto auf weitere neun Treffer. Im Laufe der Saison 1954/55 war die BSG in den neu gegründeten Sportclub Motor Jena überführt worden, und ab 1956 wurde im DDR-Fußball im Kalenderjahr-Rhythmus gespielt. 1956 gelang den Jenaern die Rückkehr in die Oberliga, Ziehn wurde jedoch nur noch unregelmäßig in acht Ligaspielen eingesetzt und blieb, hauptsächlich im Mittelfeld eingesetzt, erstmals ohne Torerfolg. 1957 spielte der 27-jährige Ziehn seine letzte Saison im höherklassigen Fußball. Er wurde nur noch in vier Oberligaspielen aufgeboten, und das auch nur als Einwechselspieler. Tore gelangen ihm nicht mehr. In seiner Laufbahn in der Oberliga und DDR-Liga hatte er innerhalb von sieben Spielzeiten 132 Meisterschaftsspiele bestritten und 25 Tore erzielt.